# Grundbacka
Grundbacka (finska: Perusmäki) är en stadsdel i Esbo stad och hör administrativt till Norra Esbo storområde. 
De äldsta husen i dagens Grundbacka byggdes på 1940-talet. Esbo stad har uppgjort en ny stadsplan som strävar till att bygga tätare och expandera områdets småhusbebyggelse. 
Namnet Grundbacka kommer från namnet på ett torp som omnämns på 1700-talet. Det finska namnet är en direkt översättning.
Gobbacka och Skrakaby är delområden i Grundbacka. 